# Burkhard Freitag
Burkhard Freitag (* 25. April 1953  in Paderborn) ist ein deutscher Informatiker und Inhaber des Lehrstuhls für Informationsmanagement an der Universität Passau sowie ehemaliger Präsident der Universität.

## Leben und Wirken
Nach dem Abitur im Jahre 1971 am Gymnasium Theodorianum in Paderborn machte Burkhard Freitag 1980 sein Diplom in Mathematik an der Universität Münster. In den darauf folgenden sechs Jahren arbeitete er in Forschung, Produkt-Entwicklung und Knowledge-Engineering in Forschungseinrichtungen und Industrie. 1991 wurde er an der Technischen Universität München zum Dr. rer. nat. in Informatik promoviert. Der Ruf als Professor für Informatik an die Universität Passau kam im März 1994. Von 1996 bis 1998 war er hier außerdem Prodekan und von 2003 bis 2005 Dekan der Fakultät für Mathematik und Informatik. Seit März 2002 ist er Inhaber des Lehrstuhls für Informationsmanagement.
Darüber hinaus ist Burkhard Freitag seit Mai 2000 Direktor des Instituts für Informationssysteme und Softwaretechnik (IFIS) der Universität Passau mit den Aufgaben anwendungsorientierte Forschung und Zusammenarbeit mit der Wirtschaft. Von 2006 bis 2008 war er Prorektor der Universität, im Anschluss amtierte er als einer ihrer drei Vizepräsidenten zuständig für Forschung und Technologietransfer.
Am 20. Juli 2011 wurde er als Nachfolger von Walter Schweitzer zum Präsidenten der Universität Passau gewählt. Er trat seine vierjährige Amtszeit am 1. April 2012 an. Am 8. Juli 2015 bewarb er sich erneut als Präsident, unterlag im zweiten Wahlgang jedoch seiner Herausforderin Carola Jungwirth. Diese löste ihn am 1. April 2016 als Präsidentin ab.